# Friedrichstraße (Düren)

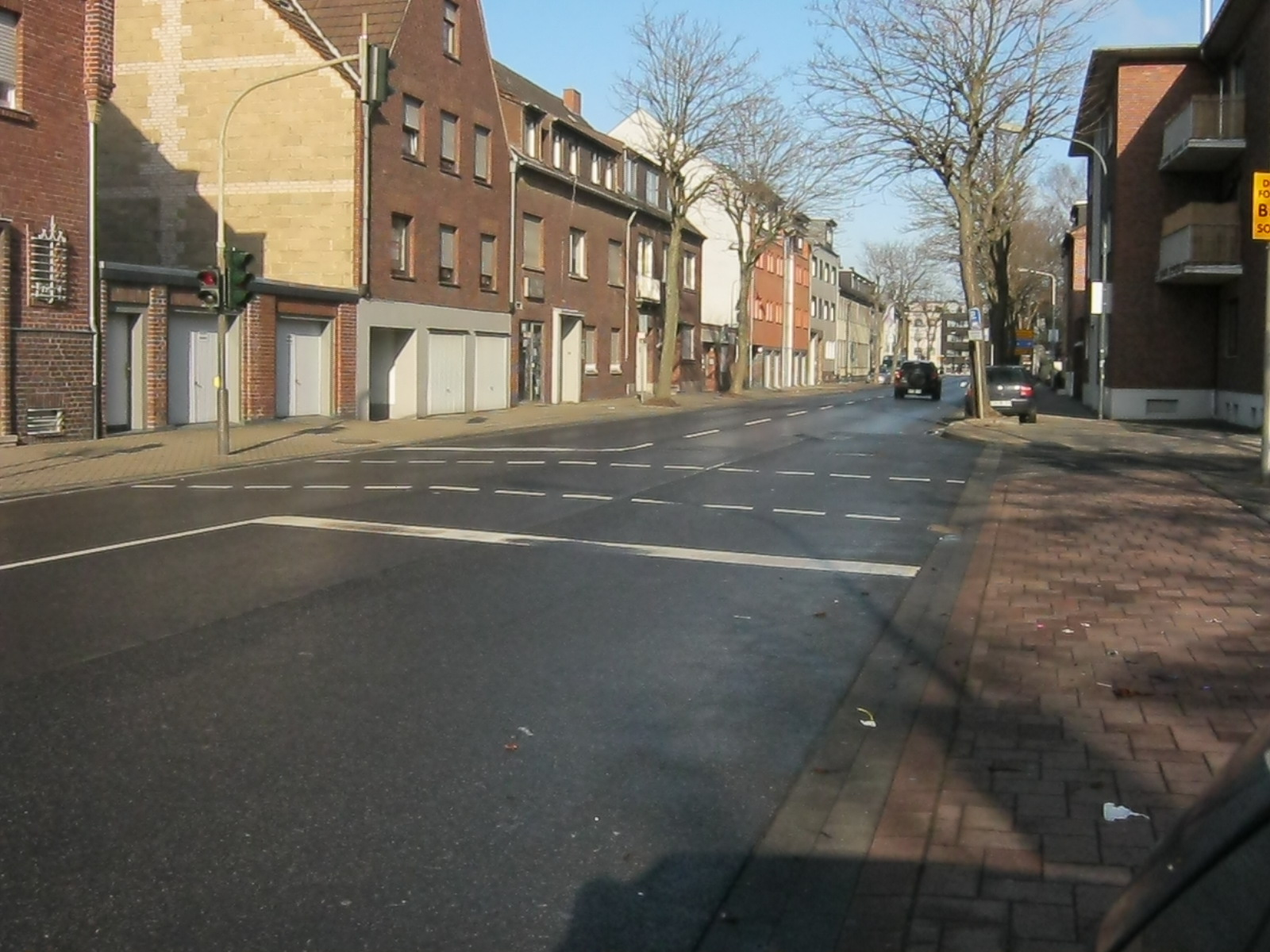
Die Straße von der Südschule aus stadteinwärts gesehen

Die Friedrichstraße in der Kreisstadt Düren (Nordrhein-Westfalen) ist eine alte Innerortsstraße. Sie beginnt an der Bonner Straße und endet an der Nideggener Straße. Sie führt südlich aus der Innenstadt hinaus. Die Friedrichstraße verläuft in Verlängerung der Schützenstraße und der Hohenzollernstraße.
In der Friedrichstraße steht auf der östlichen Seite ein Gebäude des ehemaligen Klosters der Missionare von der Heiligen Familie, heute Caritas. Im weiteren Verlauf steht eine Grundschule, die Südschule. Früher mündete die Friedrichstraße am südlichen Ende in den Peter-Josef-Schmitz-Platz, der nach dem ehemaligen Bürgermeister Peter Josef Schmitz benannt worden war. Wegen seiner nationalsozialistischen Vergangenheit wurde die Benennung 1986/87 zurückgenommen. 1987 wurde die Bushaltestelle der Dürener Kreisbahn (DKB) von Schmitzplatz wieder in Friedrichplatz zurückbenannt.

## Geschichte
Durch die Straße floss früher ein offener Bach, der in Höhe des Courtenbachhofes aus dem Mühlenteich abgeleitet wurde. Er diente der Entwässerung der Stadt. Der Bach speiste in westlicher Richtung den Graben zum Obertor und in nördlicher Richtung den Graben zum Kölntor. Deshalb hieß die Straße anfangs „Bachstraße“. Am 7. Mai 1889 wurde sie in „Friedrichstraße“ umbenannt.